# Długopole Górne
Długopole Górne (německy Oberlangenau) je vesnice v Polsku, v Dolnoslezském vojvodství v gmině Mezilesí. V roce 2021 zde žilo 670 obyvatel.

## Poloha
Długopole Górne je mírně zastavěná vesnice typu lesní lánové vsi o délce přibližně 3 km. Nachází se nad řekou Kladskou Nisou, v regionu okolo města Bystrzyca Kłodzka, mezi obcemi Długopole-Zdrój na severu a Domaszkow na jihu, v nadmořské výšce přibližně 360–390 m n. m.

## Historie

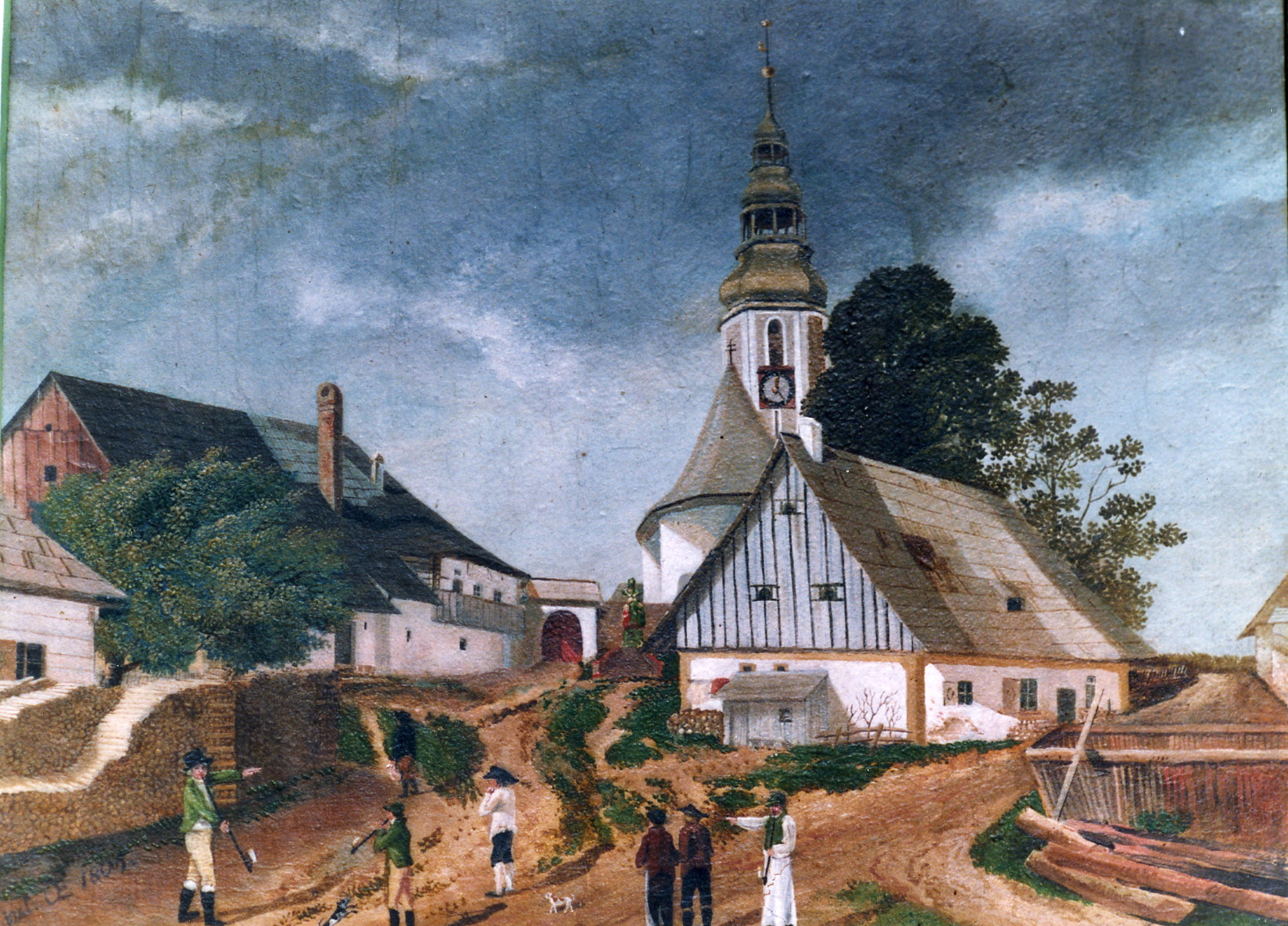
Dobová malba z roku 1805 s místním kostelem

Osídlení v oblasti okolo obce se poprvé datuje na přelom 10. a 11. století, jak dokládá dodnes dochované hradiště, známé jako jediné objevené raně středověké hradiště v Kladské kotlině. V raném středověku zde existovala farnost, jedna z nejstarších v Kladsku. Jako samostatná vesnice bylo Długopole Górne poprvé zmíněno v roce 1346 v souvislosti s předáním zdejší rychty rodu Gluboszů z hradu Šnalenštejn (polsky: hrad Szczerba). Poloha vesnice na hlavní obchodní trase přispěla k jejímu rychlému rozvoji, v roce 1840 bylo ve vesnici 119 budov, včetně kostela, katolické školy, dvou vodních mlýnů, olejárny, pily, běliště a 32 tkalcovských dílen.
V letech 1975–1998 administrativně spadala pod Valbřišské vojvodství.

## Památky
Do vojvodského rejstříku památek jsou v obci zapsány tyto objekty:
- Farní kostel sv. Petra a Pavla z roku 1595, přestavěný v barokním stylu v 18. století, poprvé zmíněný v roce 1355, nový postavený kolem 15. století. Gotická věž s renesanční helmou, křtitelnice z roku 1600, barokní hlavní oltář a sochy, mimo jiné sv. Jana Nepomuckého z 18. století
- Hřbitovní kaple u kostela, z 18. století
- Empírový dvůr, dům č. 70, z 19. století
- Barokní dvůr, dům č. 165, z první poloviny 18. století, přestavěný na začátku 19. století
- Chalupa, č. 41, z počátku 19. století

Další památky mimo registr:
- Budova školy z roku 1882, přestavěná ve druhé polovině 19. století
- Četné obytné a hospodářské domy a stavení z 19. a 20. století
- Středověké hradiště z 10. až 12. století

## Osobnosti
- Paul Hoecker (1854–1910) – německý malíř, v obci pobýval od roku 1901 do své smrti v roce 1910

## Galerie

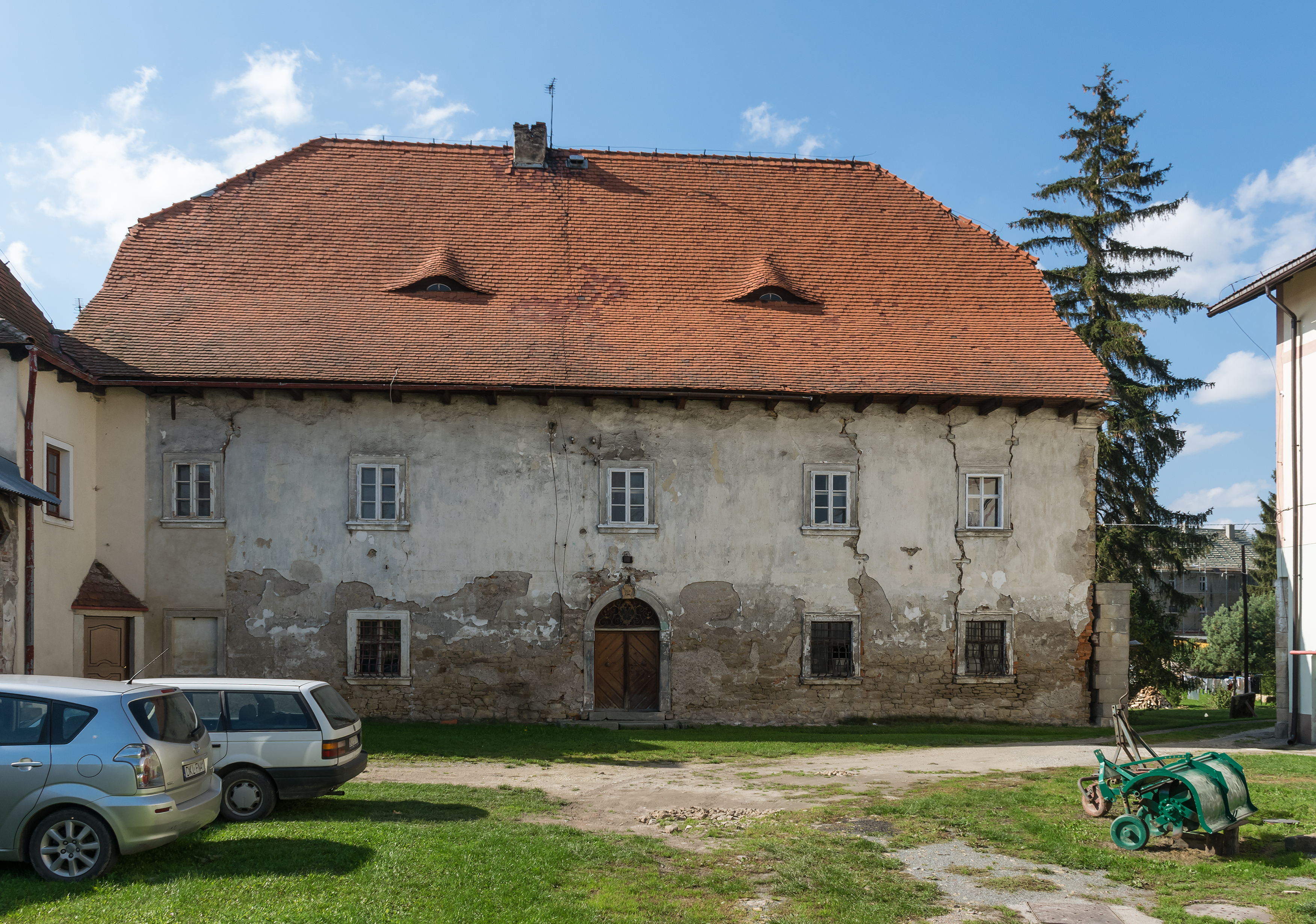
Barokní dvůr (dům č.ú. 165)
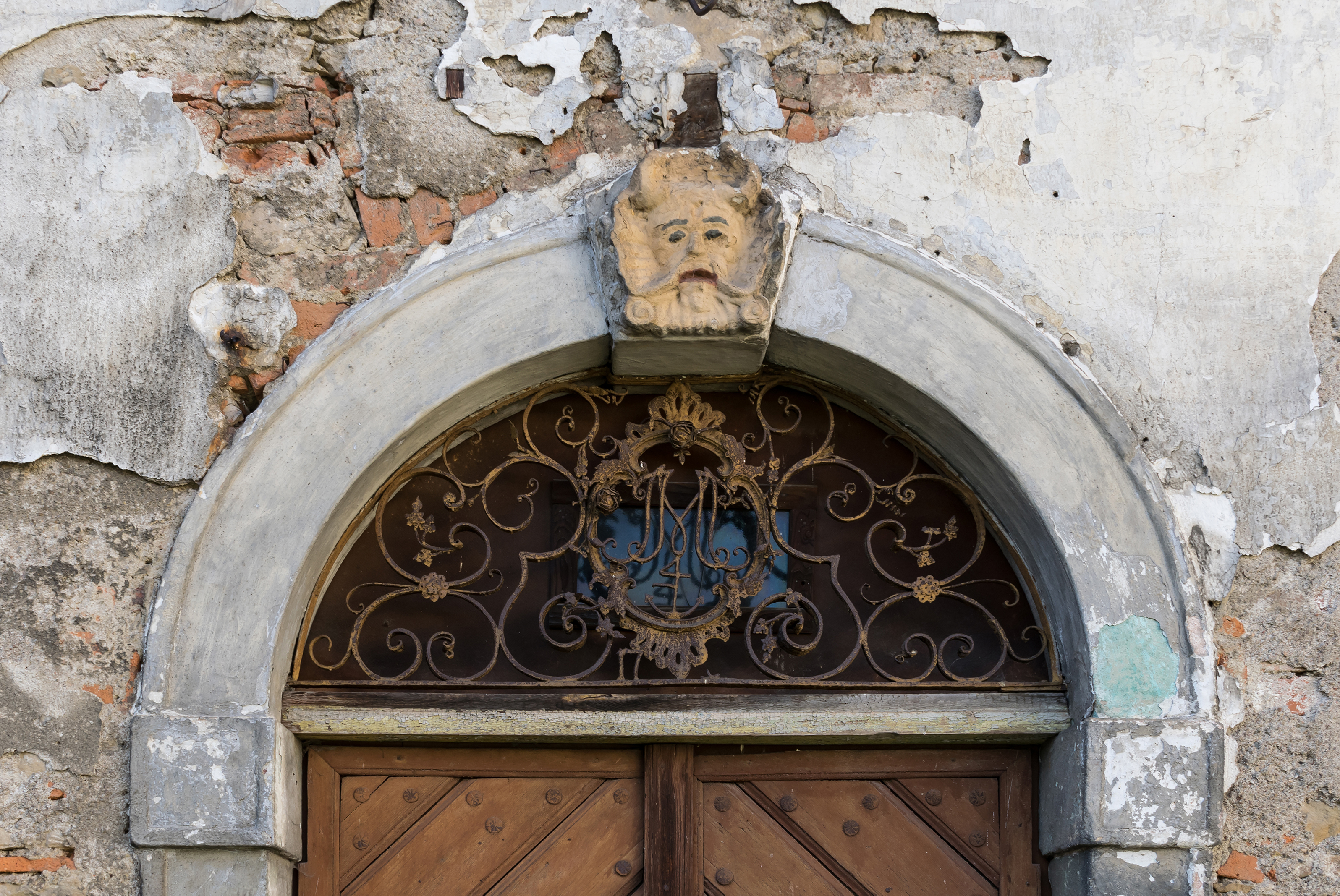
Štít nad barokním dvorem
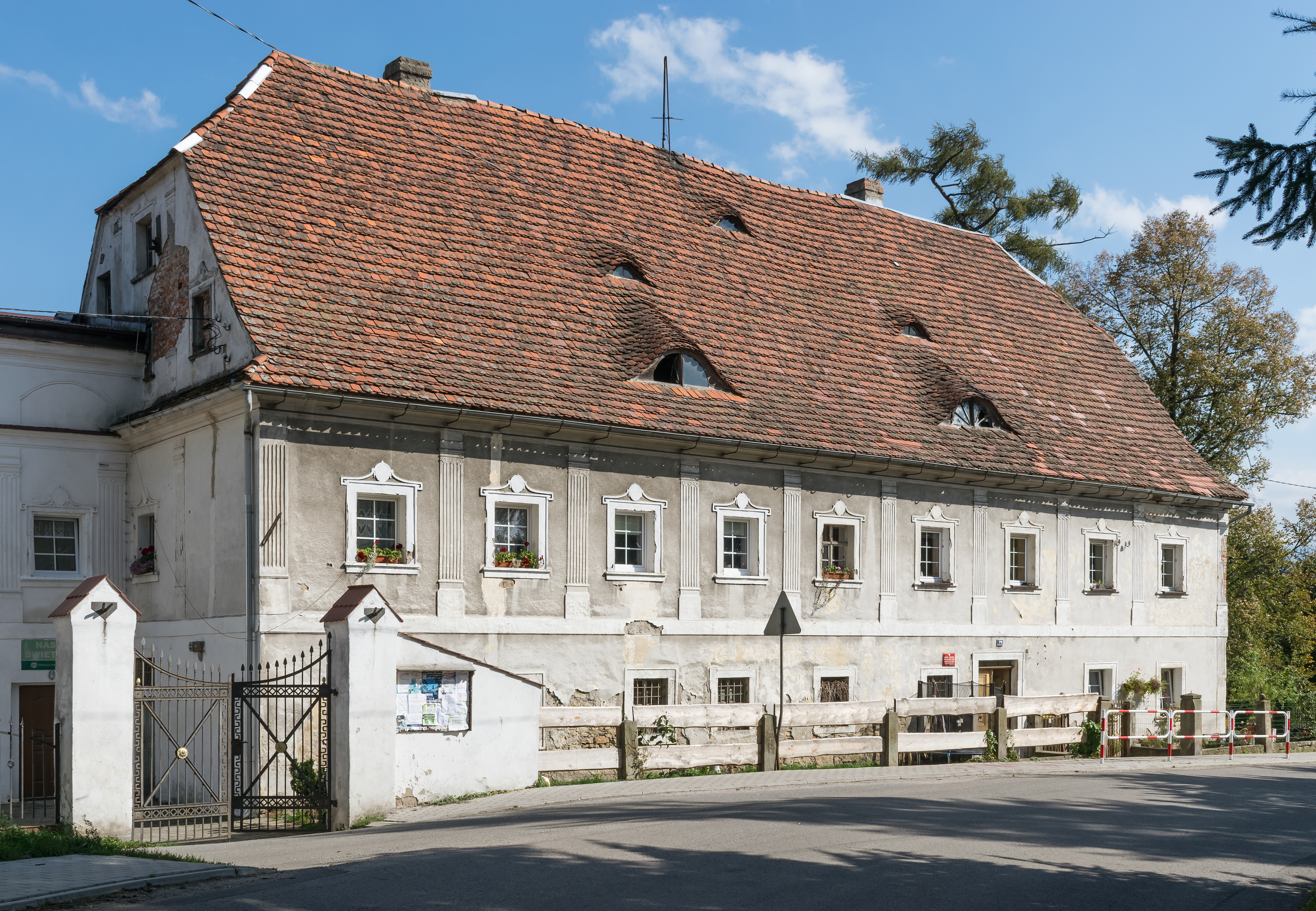
Empírový dvůr (dům č.p. 70)
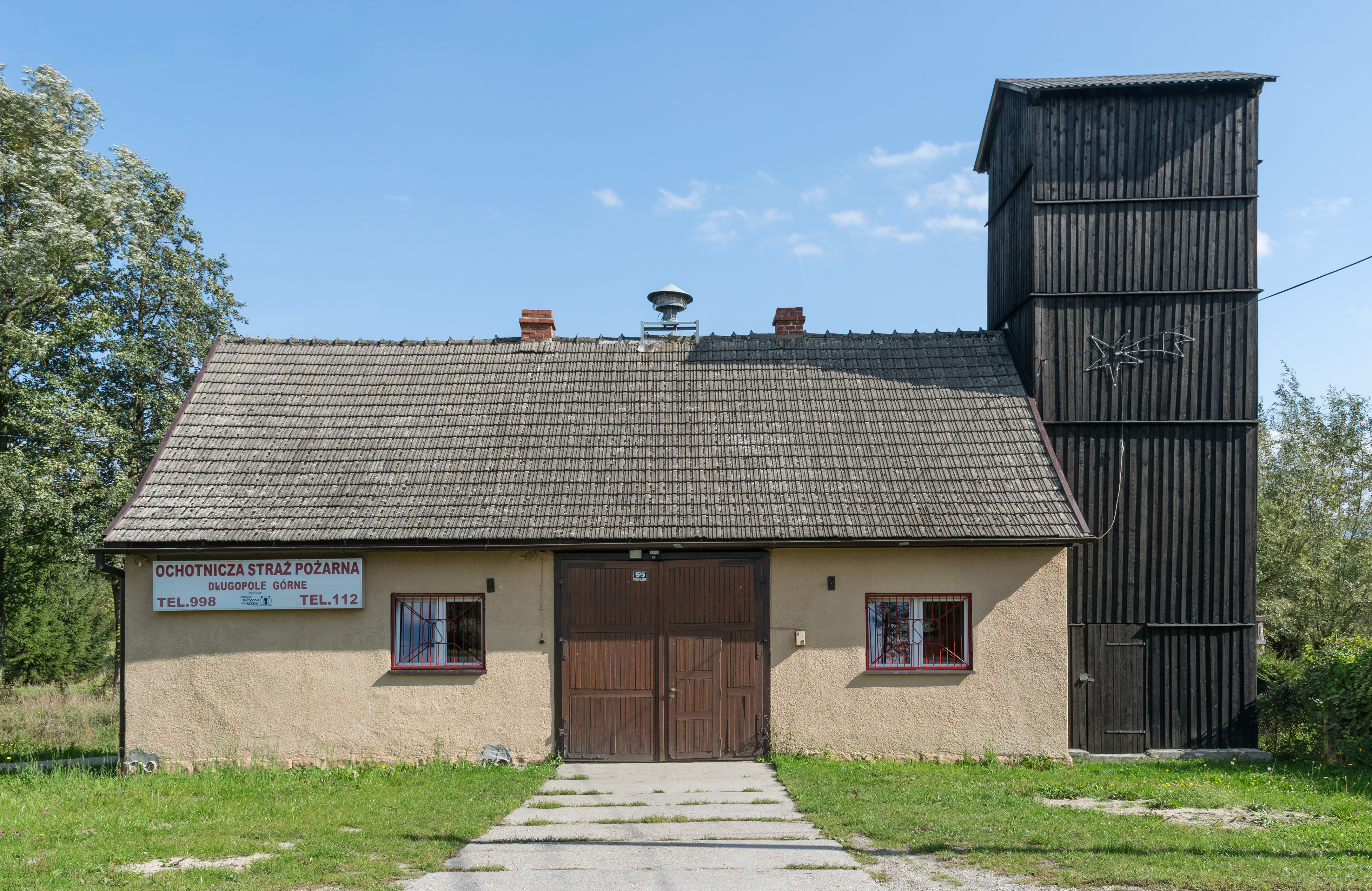
Požární zbrojnice
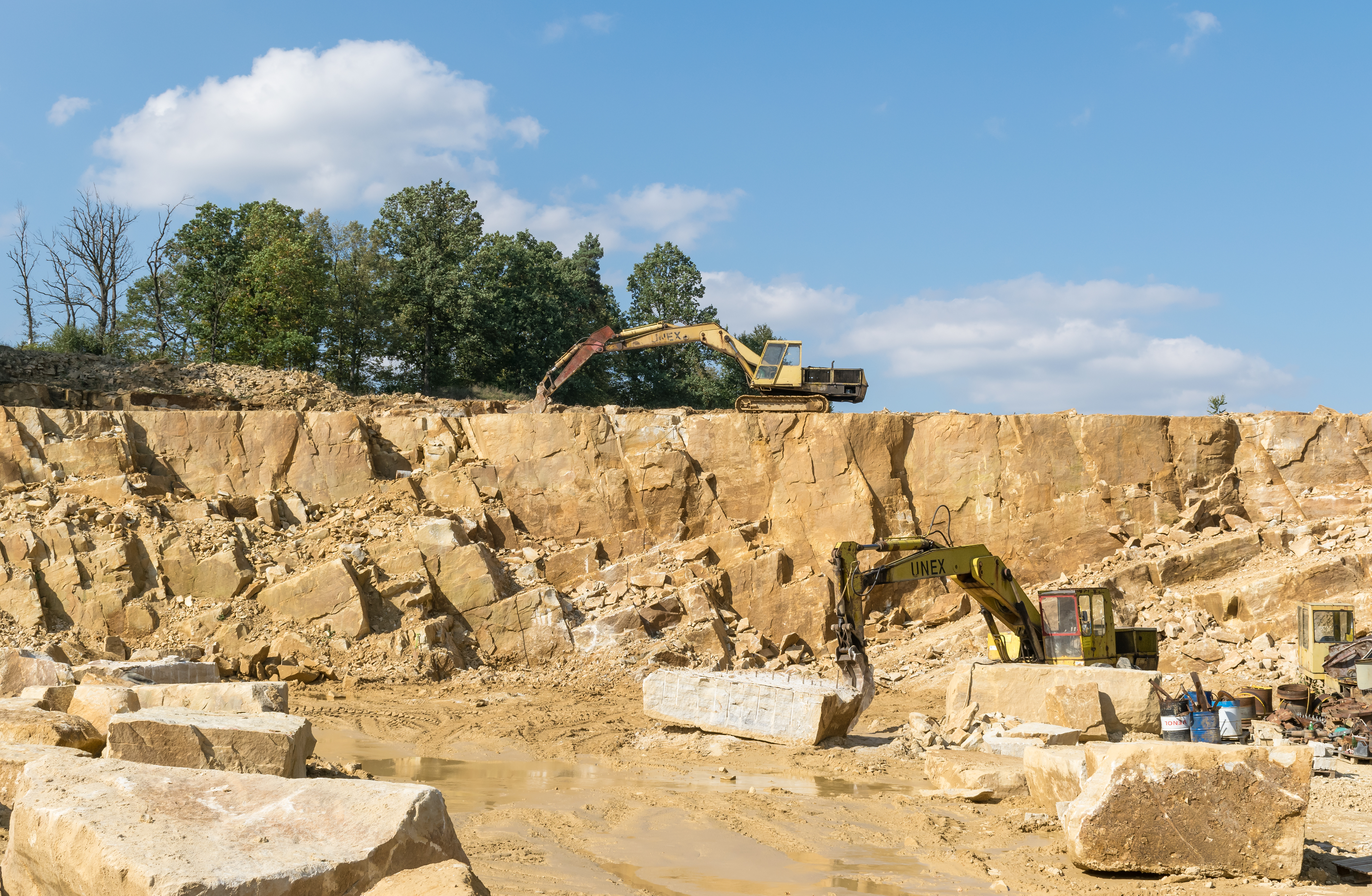
Lom na pískovec za obcí